# Карселадзе, Вахтанг Ильич
Вахтанг Ильич Карселадзе (груз. ვახტანგ ილიას ძე ქარსელაძე, 21 января 1919, Кутаиси, Грузинская демократическая республика — 17 сентября 1966, Тбилиси, Грузинская ССР, СССР) — советский шахматный педагог, заслуженный тренер СССР (1957), заслуженный учитель Грузинской ССР (1966).
Заведующий шахматным кабинетом Дворца пионеров и школьников Тбилиси (Грузия) с 1947 года, до самой смерти 1966 год, где воспитал Нону Гаприндашвили, Нану Александрию и других известных шахматистов.
За достижения в области Шахмат награждён медалью «За трудовую доблесть» (1962).
С 1968 в Грузии проводились мемориалы Вахтанга Карселадзе.

## Из воспоминаний современников
Он не совершил героических подвигов, не сделал крупных открытий. Он не обладал сильным характером, железной волей. Он не был избавлен от некоторых слабостей, свойственных обычным людям. Но у всех, кто его знал, кто был ему близок, особенно у его учеников, он вызывал чувство благоговения. Благоговения перед тем, что составляло суть этого человека, — перед удивительной добротой, бездонной душевной щедростью. Наверное, многие способны в тот или иной момент проявить великодушие, благородство, бескорыстие. Но быть таким всегда, в любой ситуации, при любых обстоятельствах, даже заставляющих заботиться о себе, — на это способна только натура необыкновенная, исключительная.
Причина обаяния талантливого шахматного педагога Вахтанга Ильича Карселадзе, его удивительного влияния на питомцев, да и вообще на всех окружающих, заключалась прежде всего в огромной нравственной силе его личности. Он был умен, остроумен, ироничен, многое знал, много читал, был интеллигентом в полном смысле этого слова. Но в наше время интеллигентностью трудно удивить, как трудно удивить глубокими познаниями в той или иной области. Зато в век рационализма, в век научно обоснованной расчётливости Дон-Кихоты по-прежнему большая редкость.
Вахтанг Ильич Карселадзе был Дон Кихотом, вполне современным, совершенно грузинским, земным, но все-таки Дон-Кихотом. Ему не приходилось воевать с ветряными мельницами, у него не было врагов (завистники, разумеется, не в счёт), но за Правду, за Добро он всегда шёл в бой с открытым забралом.
Вахтанг Карселадзе прожил трудную и недолгую жизнь Он был нужен всем — своим родным, своим многочисленным друзьям, своим воспитанникам, своим сослуживцам и своим соседям, нужен всем нам, кто знал, а значит, и любил его. Ощущение нужности людям наполняло его жизнь, придавало особый смысл. Даже если бы Карселадзе не был духовным отцом пятикратной чемпионки мира Ноны Гаприндашвили и её соперницы в борьбе за шахматную корону трёхкратной чемпионки СССР Наны Александрия, — и тогда его личность оставила бы неизгладимый след в памяти окружающих.